# Eric Jiménez
Ernesto "Eric" Jiménez Linares es batería de los grupos granadinos Los Planetas, Lagartija Nick y Fuerza nueva, además de ejercer como profesor de percusión.
En 2014 recibió del Ayuntamiento de Granada la medalla de plata al mérito, reconociendo la trayectoria de Eric, un "personaje importantísimo del rock que lleva el nombre de la ciudad a Londres o Nueva York".
En noviembre de 2017 Eric, con la colaboración del escritor Holden Centeno, publicó en Plaza & Janés su autobiografía Cuatro millones de golpes. La insólita y emocionante historia del batería de Lagartija Nick y Los Planetas, votado como mejor libro musical nacional del año por los redactores de la revista Mondo Sonoro.
El 20 de mayo de 2021, Eric publica su segundo libro, también en Plaza & Janés, Viaje al centro de mi cerebro, en él Eric "relata las anécdotas más ácidas y salvajes de sus giras". El prólogo es obra del político Eduardo Madina.
El 15 de marzo de 2013 abrió un local de hostelería en Granada, El bar de Eric.
El 15 de marzo de 2018 es entrevistado por David Broncano en el programa La resistencia.
En 2020 recibe el premio Latino de oro al mejor batería de grupos latinos de rock e indie.
El 12 de marzo de 2023 se estrena en el Festival de Málaga La importancia de llamarse Ernesto y la gilipollez de llamarse Eric, documental sobre Eric dirigido por César Martínez Herrada. El documental recibó el premio del público en categoría de largometrajes en el festival Dock of the Bay de San Sebastián. El 5 de noviembre de 2023 se estrena en cines, después de su paso por otros festivales (Alcances de Cádiz, Granada, In Edit., Sonorama Ribera, Festival Gigante).
Es elegido como mejor batería nacional todos los años entre 1998 y 2021 por la audiencia de Discogrande, programa presentado por Julio Ruiz en Radio 3 y entre 2022 y 20204 por la de Todos los discos son grandes, también presentado por Julio Ruiz para Subterfuge Radio.

## Primeros años / KGB
Eric dio sus primeros pasos musicales en la banda de cornetas y tambores de la OJE (Organización Juvenil Española),  comenzando su carrera como batería de la también banda granadina punk de los años 80 KGB, cuya formación la completaban Francisco "Paco" Cara (bajo y compositor de los temas), José Ángel Ruiz (guitarra) y José Carlos Sabío "Maroto" (voz). Publicaron el sencillo Treblinka / Luftwafe (DRO, 1983) y participaron en el recopilatorio Punk Que? Punk (DRO, 1985) con las canciones Maroto y Agradable sobremesa con una japonesa. En su última época incluyeron teclados y caja de ritmos.

## Lagartija Nick
Nacidos en Granada con Antonio Arias (ex 091, voz y bajo), Juan Codorniu (guitarra), Miguel Ángel Rodríguez Pareja (guitarra) y Eric Jiménez debutan con el álbum Hipnosis (Romilar D, 1991). Eric formará parte del grupo hasta 1998 (participando en los discos Inercia (Sony, 1992), Su (Sony, 1995), Omega (con Enrique Morente) (El Europeo, 1996) y Val del Omar (Sony, 1997), abandonando el mismo hasta la edición de Lo imprevisto (Lagartija, 2001). Continúa en el grupo hasta la actualidad. El álbum más reciente de Lagartija Nick es El perro andaluz (Montgrí, 2022).

## Los Planetas
Eric forma parte de Los Planetas desde 1998, colaborando en la grabación del tercer disco del grupo Una semana en el motor de un autobús, si bien, ya había participado en varias de las canciones de su disco anterior, Pop. Forma parte estable de la banda, siendo su disco más reciente el álbum Las canciones del agua (El Ejército Rojo - El Volcán Música, 2022).

## Napoleón Solo
Napoleón Solo es otro grupo granadino. La formación original contaba con Alonso Díaz, Jaime Cordones, José Ubago, Miguel Díaz y Eric, editando el ep Será maravilloso (El Volcán Música, 2009) y el álbum Napoleón Solo en la ópera (El Volcán Música, 2010). Luismi Jiménez sustituyó a Eric en la batería.

## Los Evangelistas
Eric, junto con los componentes de Los Planetas Jota y Florent Muñoz, y Antonio Arias (cantante de Lagartija Nick) forman en 2011 Los Evangelistas, grupo homenaje a Enrique Morente, cuyo debut fue el 18 de junio en la cuarta edición de La Noche Blanca del Flamenco celebrada en Córdoba.
En 2012 editan su álbum de debut, Homenaje a Enrique Morente (El Ejército Rojo / Octubre) y en 2013 entregan el EP Encuentro (El Volcán, 2013).

## Fuerza nueva
El 3 de enero de 2019 se estrena el videoclip de Los campanilleros, primera canción editada de Fuerza nueva, proyecto colaborativo entre Los Planetas y Niño de Elche. El 12 de octubre de 2019 publican su álbum de debut Fuerza nueva.

## Colaboraciones con otros artistas
Destacan las siguientes colaboraciones:
- P.P.M. - 3rd round brand new P.R. sound (Wild Punk Records, 1998) (flexitone en Bored of growing a man).
- Los Enemigos - Obras escocidas (Virgin Records España, S.A., 2001): Los Planetas grabaron en directo la canción Sin hueso (J (voz y guitarra), Florent (guitarra), Banin (moog), Eric (batería) y Fino Oyonarte, bajista de Los Enemigos (bajo)).
- Me Enveneno De Azules - 1968 (Elefant Records, 2001) (batería en varios temas).
- Tecnicolor - Turbulencias en nunca jamás (Elefant Records, 2001) (batería).
- Niza - Canciones de temporada (Elefant records, 2002) (batería).
- P.P.M. - Truth Matters (Wild Punk Records, 2002) (percusión en Un paso adelante).
- Los Perros - Live! At The Star-Club (Munster Records, 2003) (pandereta y coros en varios temas junto con Aiky (Les Perretes).
- Clovis - Time we spent together (Limbo Starr, 2003) (batería en los temas Leaving you (again), Self-defense y 1975).
- Airbag - Ensamble cohetes (El Ejército Rojo, 2003) (pandereta en Here I Go Again).
- Hora Zulu - Crisis de claridad (La continua reinvención del Yo) (No Mercy Recording Firm / El Diablo, 2004) (cajón flamenco en Que baje un rayo y me parta).
- Clovis - Respira (Sinnamon Records, 2005) (entre los distintos artistas que colaboraron en el disco estaban Florent, Banin y Eric).
- Tarik y la Fábrica de Colores - Sequantialee (Mushroom Pillow, 2005) (batería en varios temas).
- La Hora Violeta - Infinitos días de lluvia (Junk Records, 2006) (batería).
- Tarik y la Fábrica de Colores - El Hueso y la carne (Mushroom Pillow, 2007) (batería en varios temas).
- Enrique Morente - Pablo de Málaga (Caimán Records, 2008) (batería en Compases y silencios).
- Pedro Marín - I will glam (Blanco y Negro, 2009) (batería en varios temas).
- Antonio Arias - Multiverso (Recordings From The Other Side / ¡Pop Stock!, 2009) (batería en Cristal).
- Mamut - Amanece en Pekín (Subterfuge Records, 2009) (batería en varios temas).
- Enrique Morente – Llanto por Ignacio Sánchez Mejías (de Federico García Lorca) (ep, Diputación Provincial de Granada, 2010) (batería en La cogida y la muerte).
- Franc3s - Franc3s (Los Enanos Gigantes, 2010) (batería en varios temas).[16]
- Franc3s - Aislami3nto ep (Los Enanos Gigantes, 2011[17]). Batería en Aislami3nto, versión del tema Isolation de Joy Division, en la grabación también colaboran Florent, los componentes de Triángulo de Amor Bizarro Isabel Cea y Rodrigo Caamaño, y César Verdú de Schwartz.[18]
- Enrique Morente - Morente (banda sonora original) (Universal Music Spain, 2011) (batería).
- Los Pilotos - Los Pilotos (El Volcán Música, 2011) (timbales en Cero en blanco y batería en Caravana por el desierto de Atacama).
- Rafa Spunky - Mutaciones (Nocturne Records, 2012) (batería en No es lo habitual y en Y de noche).
- Antonio Arias - Multiverso II (autoeditado, 2013) (batería en Soleá de la ciencia).[19]
- Neuman - Ella (sencillo, SON EG Records, 2015) (batería).[20]
- Soleá Morente -  Tendrá que haber un camino (El Volcán Música, 2015) (batería en  Dama errante (Winter Lady) y en Esta no es la manera de decir adiós (Hey, That's Not The Way To Say Goodbye)).[21]
- Niño de Elche - El tamborilero (Sony Music, 2023), percusión (también participa Florent Muñoz).
- Mediapunta samplea parte del diálogo de Eric en el vídeo "el combinado de Eric"[22]  en su tema Vaya circo (The Very Best of Mediapunta, Subterfuge Records, 2024).

## Libros
- "Cuatro millones de golpes" (Plaza & Janés, 2017)

- "Viaje al centro de mi cerebro" (Plaza & Janés, 2021)